# 김경진 (기자)
김경진(1984년 ~ )은 대한민국의 KBS의 보도본부 기자이다. 2018년부터 외교안보 뉴스를 담당하고 있으며, 북미 정상회담, 북러 정상회담 등 굵직한 이슈 때마다 현장에서 취재했다. 2023년부터 방한한 각국 정상이나 지도자들과 단독 인터뷰를 많이 하더니 2024년 10월 30일 우크라이나 젤렌스키 대통령을 현지에서 45분 간 단독 인터뷰했다.

## 학력
서울대학교 대학원 외교학 석사

## 경력
- 2018~ KBS 보도본부 통일외교부 기자
- 2015 KBS 보도본부 경제부 기자
- 2012 KBS 보도본부 정치외교부 기자
- 2008 KBS 보도본부 사회팀 기자

## 출연
- KBS 1TV 아침마당

## 웹사이트
- 김경진 기자 사이트
- 젤렌스키 우크라이나 대통령 단독 인터뷰 “북한군과 교전 임박…포로 잡아도 한국으론 안 보내” https://news.kbs.co.kr/news/pc/view/view.do?ncd=8096407
- “북한이 참전하니 한국도 무기달라”…우크라이나 요구의 함정은? https://news.kbs.co.kr/news/pc/view/view.do?ncd=8096246
- '드론 공격 현장을 가다'..취재 중 공습 경보 https://news.kbs.co.kr/news/pc/view/view.do?ncd=8097107

1. ↑  “[단독] 젤렌스키 “북한군 며칠 내 투입 예상…파병 대가로 군사기술 얻을 것””. 2024년 11월 4일에 확인함.